# Alan Moore
Alan Moore (ur. 18 listopada 1953 w Northampton) – brytyjski scenarzysta komiksowy i pisarz.
Uznawany za jednego z najwybitniejszych scenarzystów w historii anglojęzycznego komiksu, jest twórcą znaczących dla rozwoju gatunku tytułów: Prosto z piekła, Strażnicy, Batman: Zabójczy żart, V jak vendetta, Liga Niezwykłych Dżentelmenów, Saga o potworze z bagien.

## Życiorys
Syn Ernesta Moore’a i Sylvii Doreen. Urodził się w niewielkim miasteczku przemysłowym Northampton, położonym między Londynem a Birmingham. Już od najmłodszych lat był cechował się wyjątkową osobowością. Wielokrotnie był wyrzucany ze szkół. W momencie osiągnięcia pełnoletniości był bezrobotnym pozbawionym wykształcenia i kwalifikacji. W 1979 roku Moore trafił do czasopisma muzycznego Sounds. Pisał scenariusze i ilustrował detektywistyczny komiks Roscoe Moscow. Używał wówczas kilku pseudonimów. Przekonawszy się, że nie jest dobrym rysownikiem, postanowił skupić się już tylko na pisaniu scenariuszy.
Pierwsze istotne komiksy tworzone przez Moore’a na terenie Wielkiej Brytanii to opowieści do Doctor Who Weekly oraz do magazynu Warrior, gdzie pojawiły się dwie pierwsze wielkie opowieści Moore’a: V jak Vendetta oraz Marvelman.
Na początku lat 80. rozpoczęła się amerykańska kariera Moore’a. Podjął wówczas pracę w wydawnictwie DC. W ten sposób powstała klasyczna już Saga o potworze z bagien. Moore zmienił formułę komiksu z opowieści o superbohaterach w dreszczowiec z elementami horroru i realizmu magicznego. W tym okresie Moore pisał również do innych tytułów DC Comics (m.in. Tales of the Green Lantern Corps oraz Batman Annual). Nie zyskały one jednak większego rozgłosu.
Prawdziwą sławę przynieśli Moore’owi Strażnicy – przełomowe dzieło, które na zawsze zmieniło oblicze amerykańskiego komiksu i do dziś jest uważane za jedno z największych arcydzieł gatunku. W tym okresie rozpoczęła się trwająca do dziś wojna Moore’a z wydawnictwami Marvel i DC Comics. Marvel zmusił autora m.in. do zmiany tytułu komiksu Marvelman w jego amerykańskim przedruku na Miracleman. Moore do dziś nie może wydawnictwu tego wybaczyć. DC Comics natomiast, jako właściciel praw do Strażników, nie opłaciło nigdy Moore’a współmiernie do sukcesu, jakim okazała się jego miniseria. Ostatnim projektem Moore’a dla DC Comics był Zabójczy żart z roku 1988, uważany za najlepszą opowieść o Jokerze.
Po zerwaniu z gigantami przemysłu komiksowego dla Moore’a nastał ciężki okres. Pracował dla różnych małych wydawnictw, które czasem upadały, nim zdążył zakończyć opowieść. Wreszcie, zniechęcony, stworzył własną firmę Mad Love Publishing. Wydawanie własnym kosztem nie opłaciło się Moore’owi, który wkrótce musiał zaoferować swoje usługi większemu przedsiębiorstwu.
Dziś Moore jest właścicielem i jedynym scenarzystą wydawnictwa ABC Comics, stanowiącego część WildStorm Productions, które to jest własnością DC Comics. Poza komiksami Moore opublikował kilka opowiadań, sporo artykułów do różnych czasopism, nagrywał muzykę, napisał kilka sztuk teatralnych oraz wierszy. Za swoje osiągnięcia otrzymał m.in. British Eagle Awards for Best Comics Writer (1982 i 1983), Internation Horror Guild Award (1995), Hugo Award (1988), Locus Poll Award (1988), Bram Stoker Award (2000).
We wrześniu 2016 ukazała się powieść Moore’a pt. Jerusalem, licząca ponad milion słów, którą autor pisał przez kilka lat.

## Życie prywatne
W latach 1974–1989 był żonaty z Phyllis Moore. Ma z nią dwie córki: Leah (ur. 1978) i Amber. Od 2007 żoną Moore’a jest Melinda Gebbie.
Alan Moore określa swój światopogląd jako anarchistyczny. 